# UEFA Conference League 2025–26
UEFA Conference League 2025–26 sẽ là mùa giải thứ năm của UEFA Conference League, giải đấu bóng đá cấp câu lạc bộ châu Âu do UEFA tổ chức.
Đây sẽ là UEFA Conference League thứ hai được tổ chức theo thể thức mới bao gồm vòng đấu hạng có 36 đội. Thể thức mới cũng không cho phép các đội chuyển từ Europa League sang Conference League từ vòng đấu hạng trở đi, do đó, đội vô địch Conference League không còn có thể bảo vệ danh hiệu của mình vì đội vô địch Conference League sẽ tự động đủ điều kiện tham dự vòng đấu hạng Europa League.
Trận chung kết sẽ được tổ chức tại Red Bull Arena ở Leipzig, Đức. Đội vô địch giải đấu sẽ tự động đủ điều kiện tham dự vòng đấu hạng UEFA Europa League 2026–27, trừ khi họ đủ điều kiện tham dự Champions League hoặc Europa League thông qua thành tích của họ tại giải đấu quốc nội. Trong trường hợp đó, danh sách tham gia sẽ được cân bằng lại.

## Phân bổ đội của các hiệp hội
Tổng cộng có 167 đội từ 54 trong số 55 hiệp hội thành viên UEFA đang tham gia UEFA Conference League 2025–26. Xếp hạng của hiệp hội dựa trên hệ số hiệp hội UEFA được sử dụng để xác định số lượng đội tham gia cho mỗi hiệp hội:
- Các hiệp hội xếp hạng từ 1 đến 12: mỗi hiệp hội có 1 đội.
- Các hiệp hội xếp hạng từ 13 đến 33 và từ 51 đến 55 (trừ Nga)[ghi chú RUS]: mỗi hiệp hội có 2 đội.
- Các hiệp hội xếp hạng từ 34 đến 50: mỗi hiệp hội có 3 đội (trừ Liechtenstein, có 1 đội).[ghi chú LIE]
- 15 đội bị loại khỏi UEFA Champions League 2025–26 và 41 đội bị loại khỏi UEFA Europa League 2025–26 sẽ được chuyển sang Conference League.

### Xếp hạng hiệp hội
Đối với UEFA Conference League 2025–26, các hiệp hội được phân bổ suất tham dự theo hệ số hiệp hội UEFA năm 2024, tính đến thành tích của họ tại các giải đấu châu Âu từ 2019–20 đến 2023–24.
Ngoài việc phân bổ dựa trên hệ số hiệp hội, các hiệp hội có thể có thêm các đội bóng tham gia Conference League, như được ghi chú bên dưới:
- (UCL) – Các đội bổ sung được chuyển sang từ UEFA Champions League
- (UEL) – Các đội bổ sung/bị bỏ trống được chuyển sang từ/đến UEFA Europa League

| Hạng | Hiệp hội    | Hệ số   | Số đội | Ghi chú  |
| ---- | ----------- | ------- | ------ | -------- |
| 1    | Anh         | 104.303 | 1      |          |
| 2    | Ý           | 90.284  | 1      |          |
| 3    | Tây Ban Nha | 89.489  | 1      |          |
| 4    | Đức         | 86.624  | 1      |          |
| 5    | Pháp        | 66.831  | 1      |          |
| 6    | Hà Lan      | 61.300  | 1      |          |
| 7    | Bồ Đào Nha  | 56.316  | 1      |          |
| 8    | Bỉ          | 48.800  | 1      | +1 (UEL) |
| 9    | Thổ Nhĩ Kỳ  | 38.600  | 1      | +1 (UEL) |
| 10   | Séc         | 36.050  | 1      | +1 (UEL) |
| 11   | Scotland    | 36.050  | 1      | +1 (UEL) |
| 12   | Thụy Sĩ     | 32.975  | 1      | +1 (UEL) |
| 13   | Áo          | 32.600  | 2      |          |
| 14   | Na Uy       | 31.625  | 2      |          |
| 15   | Hy Lạp      | 31.525  | 2      |          |
| 16   | Đan Mạch    | 31.450  | 2      |          |
| 17   | Israel      | 31.125  | 2      | +1 (UEL) |
| 18   | Ukraina     | 28.000  | 2      |          |
| 19   | Serbia      | 27.775  | 2      | +1 (UEL) |

| Hạng | Hiệp hội         | Hệ số  | Số đội | Ghi chú           |
| ---- | ---------------- | ------ | ------ | ----------------- |
| 20   | Croatia          | 25.525 | 2      |                   |
| 21   | Ba Lan           | 25.375 | 2      |                   |
| 22   | Nga              | 22.965 | 0      | [ghi chú RUS]     |
| 23   | Síp              | 22.100 | 2      |                   |
| 24   | Hungary          | 21.875 | 2      | +1 (UEL)          |
| 25   | Thụy Điển        | 21.500 | 2      |                   |
| 26   | România          | 21.375 | 2      |                   |
| 27   | Bulgaria         | 20.375 | 2      | +1 (UEL)          |
| 28   | Azerbaijan       | 20.125 | 2      | +1 (UEL)          |
| 29   | Slovakia         | 19.625 | 2      | +1 (UEL)          |
| 30   | Slovenia         | 13.250 | 2      | +1 (UCL) +1 (UEL) |
| 31   | Moldova          | 13.125 | 2      | +1 (UCL) +1 (UEL) |
| 32   | Kosovo           | 11.541 | 2      | +1 (UEL)          |
| 33   | Kazakhstan       | 11.500 | 2      | +1 (UEL)          |
| 34   | Phần Lan         | 11.125 | 2      | +1 (UEL)          |
| 35   | Cộng hòa Ireland | 10.875 | 3      | −1 [ghi chú IRL]  |
| 36   | Armenia          | 10.625 | 3      |                   |
| 37   | Latvia           | 10.625 | 3      |                   |
| 38   | Quần đảo Faroe   | 10.375 | 3      | +1 (UCL)          |

| Hạng | Hiệp hội             | Hệ số  | Số đội | Ghi chú       |
| ---- | -------------------- | ------ | ------ | ------------- |
| 39   | Bosna và Hercegovina | 10.000 | 3      |               |
| 40   | Liechtenstein        | 10.000 | 1      | [ghi chú LIE] |
| 41   | Iceland              | 9.583  | 3      |               |
| 42   | Bắc Ireland          | 9.208  | 3      | +1 (UCL)      |
| 43   | Luxembourg           | 8.625  | 3      | +1 (UCL)      |
| 44   | Litva                | 8.500  | 3      | +1 (UCL)      |
| 45   | Malta                | 8.250  | 3      |               |
| 46   | Gruzia               | 7.625  | 3      | +1 (UCL)      |
| 47   | Albania              | 7.375  | 3      | +1 (UCL)      |
| 48   | Estonia              | 7.207  | 3      | +1 (UCL)      |
| 49   | Belarus              | 6.625  | 3      | +1 (UCL)      |
| 50   | Bắc Macedonia        | 6.000  | 3      |               |
| 51   | Andorra              | 5.998  | 2      | +1 (UCL)      |
| 52   | Wales                | 5.791  | 2      | +1 (UCL)      |
| 53   | Montenegro           | 5.708  | 2      | +1 (UCL)      |
| 54   | Gibraltar            | 4.957  | 2      |               |
| 55   | San Marino           | 1.832  | 2      | +1 (UCL)      |

### Phân bổ
Sau đây là danh sách truy cập cho mùa giải này.
|                                           |                                           | Các đội tham dự vòng này | Các đội đi tiếp từ vòng trước                                                              | Các đội chuyển qua từ Champions League                             | Các đội chuyển qua từ Europa League                              |
| ----------------------------------------- | ----------------------------------------- | --- | ------------------------------------------------------------------------------------------ | ------------------------------------------------------------------ | ---------------------------------------------------------------- |
| Vòng loại thứ nhất (48 đội)               | Vòng loại thứ nhất (48 đội)               | - 8 đội vô địch cúp quốc gia từ các hiệp hội hạng 48–55 - 20 đội á quân giải quốc nội từ các hiệp hội hạng 34–55 (trừ Liechtenstein và Cộng hòa Ireland)[ghi chú LIE][ghi chú IRL] - 20 đội đứng thứ ba giải quốc nội từ các hiệp hội hạng 30–50 (trừ Liechtenstein)[ghi chú LIE] |                                                                                            |                                                                    |                                                                  |
| Vòng loại thứ hai (100 đội)               | Nhánh Vô địch (12 đội)                    | |                                                                                            | - 12 đội bị loại ở vòng loại thứ nhất Champions League             |                                                                  |
| Vòng loại thứ hai (100 đội)               | Nhánh Chính (88 đội)                      | - 12 đội vô địch cúp quốc nội từ các hiệp hội hạng 35–47 (trừ Cộng hòa Ireland)[ghi chú IRL] - 18 đội á quân giải quốc nội từ các hiệp hội hạng 16–33 (trừ Nga)[ghi chú RUS] và hiệp hội 35[ghi chú IRL] - 16 đội đứng thứ ba giải quốc nội từ các hiệp hội hạng 13–29 (trừ Nga[ghi chú RUS] và Slovakia[ghi chú SVK]) - 9 đội đứng thứ tư giải quốc nội từ các hiệp hội hạng 7–15 - 1 đội đứng thứ năm giải quốc nội từ hiệp hội hạng 6 | - 24 đội thắng ở vòng loại thứ nhất                                                        |                                                                    | - 8 đội bị loại ở vòng loại thứ nhất Europa League               |
| Vòng loại thứ ba (60 đội)                 | Nhánh Vô địch (8 đội)                     | | - 6 đội thắng ở vòng loại thứ hai (nhánh Vô địch)                                          | - 2 đội bị loại ở vòng loại thứ nhất Champions League[Note UCL Q1] |                                                                  |
| Vòng loại thứ ba (60 đội)                 | Nhánh Chính (52 đội)                      | | - 44 đội thắng ở vòng loại thứ hai (nhánh Chính)                                           |                                                                    | - 8 đội bị loại ở vòng loại thứ hai Europa League                |
| Vòng play-off (48 đội)                    | Nhánh Vô địch (10 đội)                    | | - 4 đội thắng ở vòng loại thứ ba (nhánh Vô địch)                                           |                                                                    | - 6 đội bị loại ở vòng loại thứ ba Europa League (nhánh Vô địch) |
| Vòng play-off (48 đội)                    | Nhánh Chính (38 đội)                      | - 5 đội đứng thứ sáu giải quốc nội từ các hiệp hội hạng 1–5 (đội vô địch Cúp EFL đối với Anh) | - 26 đội thắng ở vòng loại thứ ba (nhánh Chính)                                            |                                                                    | - 7 đội bị loại ở vòng loại thứ ba Europa League (nhánh Chính)   |
| Vòng đấu hạng (36 đội)                    | Vòng đấu hạng (36 đội)                    | | - 5 đội thắng ở vòng play-off (nhánh Vô địch) - 19 đội thắng ở vòng play-off (nhánh Chính) |                                                                    | - 12 đội bị loại ở vòng play-off Europa League                   |
| Vòng play-off đấu loại trực tiếp (16 đội) | Vòng play-off đấu loại trực tiếp (16 đội) | | - 16 đội xếp hạng 9–24 ở vòng đấu hạng                                                     |                                                                    |                                                                  |
| Vòng 16 đội (16 đội)                      | Vòng 16 đội (16 đội)                      | | - 8 đội xếp hạng 1–8 ở vòng đấu hạng - 8 đội thắng ở vòng play-off đấu loại trực tiếp      |                                                                    |                                                                  |

Thông tin ở đây phản ánh việc Nga đang bị đình chỉ tham gia bóng đá châu Âu, do đó danh sách truy cập mặc định đã có những thay đổi sau:
- Đội vô địch cúp của các hiệp hội xếp hạng từ 39 đến 44 (Bosna và Hercegovina, Liechtenstein, Iceland, Bắc Ireland, Luxembourg và Litva) sẽ vào vòng loại thứ hai thay vì vòng loại thứ nhất.
- Do những thay đổi tương ứng đối với danh sách truy cập Champions League, sẽ có ít hơn một đội bóng bị thua ở vòng loại thứ nhất Champions League được chuyển sang vòng loại thứ hai Conference League (nhánh Vô địch), do đó sẽ có một đội (được chuyển) sẽ được đặc cách vào vòng loại thứ ba (nhánh Vô địch).

Vì đương kim vô địch Champions League (Paris Saint-Germain) đủ điều kiện tham dự Champions League thông qua vị trí ở giải đấu quốc nội nên danh sách tham dự mặc định đã có những thay đổi sau:
- Do những thay đổi tương ứng đối với danh sách tham dự Champions League, sẽ có ít hơn một đội bóng bị thua ở vòng loại thứ nhất Champions League (tổng cộng ít hơn hai đội) được chuyển đến vòng loại thứ hai Conference League (nhánh Vô địch), do đó, một đội được chuyển (tổng cộng là hai đội) sẽ được đặc cách vào vòng loại thứ ba (nhánh Vô địch).

Vì nhà vô địch Conference League (Chelsea) đủ điều kiện tham dự vòng đấu hạng Champions League thông qua vị trí ở giải đấu quốc nội, nên danh sách truy cập mặc định đã có những thay đổi sau:
- Đội vô địch cúp của hiệp hội xếp hạng 34 (Phần Lan) sẽ vào vòng loại thứ nhất Europa League thay vì vòng loại thứ hai.
- Đội vô địch cúp của các hiệp hội xếp hạng 45 (Malta) và 46 (Gruzia) sẽ vào vòng loại thứ hai thay vì vòng loại thứ nhất.

### Các đội bóng
Các nhãn trong dấu ngoặc đơn cho biết cách mỗi đội đủ điều kiện để giành vị trí ở vòng đấu đầu tiên của mình:
- CW: Đội vô địch cúp quốc nội
- h2, h3, h4, h5, h6...: Thứ hạng tại giải vô địch quốc gia ở mùa giải trước (hạng 2, hạng 3...)
- LC: Đội vô địch cúp liên đoàn
- RW: Đội vô địch mùa giải thông thường
- PW: Các đội thắng play-off cuối mùa giải Conference League
- CL: Chuyển sang từ Champions League
  - Q1: Đội thua ở vòng loại thứ nhất
- EL: Chuyển sang từ Europa League
  - PO: Đội thua ở vòng play-off
  - CH/MP Q3: Đội thua ở vòng loại thứ ba (nhánh Vô địch/Chính)
  - Q2: Đội thua ở vòng loại thứ hai
  - Q1: Đội thua ở vòng loại thứ nhất

Vòng loại thứ hai, vòng loại thứ ba và vòng play-off được chia thành nhánh Vô địch (CH) và nhánh Chính (MP).
| Vòng bắt đầu       | Vòng bắt đầu       | Đội                               | Đội                             | Đội                          | Đội                               |
| ------------------ | ------------------ | --------------------------------- | ------------------------------- | ---------------------------- | --------------------------------- |
| Vòng đấu hạng      | Vòng đấu hạng      | (EL PO)                           | (EL PO)                         | (EL PO)                      | (EL PO)                           |
| Vòng đấu hạng      | Vòng đấu hạng      | (EL PO)                           | (EL PO)                         | (EL PO)                      | (EL PO)                           |
| Vòng đấu hạng      | Vòng đấu hạng      | (EL PO)                           | (EL PO)                         | (EL PO)                      | (EL PO)                           |
|                    |                    |                                   |                                 |                              |                                   |
| Vòng play-off      | CH                 | (EL CH Q3)                        | (EL CH Q3)                      | (EL CH Q3)                   | (EL CH Q3)                        |
| Vòng play-off      | CH                 | (EL CH Q3)                        | (EL CH Q3)                      |                              |                                   |
| Vòng play-off      | MP                 | Crystal Palace (CW)[ghi chú ENG]  | Fiorentina (h6)                 | Rayo Vallecano (h8)          | Mainz 05 (h6)                     |
| Vòng play-off      | MP                 | Strasbourg (h7)                   | (EL MP Q3)                      | (EL MP Q3)                   | (EL MP Q3)                        |
| Vòng play-off      | MP                 | (EL MP Q3)                        | (EL MP Q3)                      | (EL MP Q3)                   | (EL MP Q3)                        |
|                    |                    |                                   |                                 |                              |                                   |
| Vòng loại thứ ba   | CH                 | Víkingur (CL Q1) [ghi chú UCL Q1] | Virtus (CL Q1) [ghi chú UCL Q1] |                              |                                   |
| Vòng loại thứ ba   | MP                 | (EL Q2)                           | (EL Q2)                         | (EL Q2)                      | (EL Q2)                           |
| Vòng loại thứ ba   | MP                 | (EL Q2)                           | (EL Q2)                         | (EL Q2)                      | (EL Q2)                           |
|                    |                    |                                   |                                 |                              |                                   |
| Vòng loại thứ hai  | CH                 | Olimpija Ljubljana (CL Q1)        | Milsami Orhei (CL Q1)           | Linfield (CL Q1)             | Differdange 03 (CL Q1)            |
| Vòng loại thứ hai  | CH                 | Žalgiris (CL Q1)                  | Iberia 1999 (CL Q1)             | Egnatia (CL Q1)              | FCI Levadia (CL Q1)               |
| Vòng loại thứ hai  | CH                 | Dinamo Minsk (CL Q1)              | Inter Club d'Escaldes (CL Q1)   | The New Saints (CL Q1)       | Budućnost Podgorica (CL Q1)       |
| Vòng loại thứ hai  | MP                 | Hapoel Be'er Sheva (EL Q1)        | Paks (EL Q1)                    | Sabah (EL Q1)                | Spartak Trnava (EL Q1)            |
| Vòng loại thứ hai  | MP                 | Prishtina (EL Q1)                 | Aktobe (EL Q1)                  | Ilves (EL Q1)                | Partizan (EL Q1)                  |
| Vòng loại thứ hai  | MP                 | AZ (PW)                           | Santa Clara (h5)                | Charleroi (PW)               | İstanbul Başakşehir (h5)          |
| Vòng loại thứ hai  | MP                 | Sparta Praha (h4)                 | Dundee United (h4)              | Lausanne-Sport (h5)          | Austria Wien (h3)                 |
| Vòng loại thứ hai  | MP                 | Rapid Wien (PW)                   | Viking (h3)                     | Rosenborg (h4)               | AEK Athens (h4)                   |
| Vòng loại thứ hai  | MP                 | Aris Thessaloniki (h5)            | Brøndby (h3)                    | Silkeborg (PW)[ghi chú IRL]  | Maccabi Haifa (h3)                |
| Vòng loại thứ hai  | MP                 | Beitar Jerusalem (h4)             | Oleksandriya (h2)               | Polissya Zhytomyr (h4)       | Novi Pazar (h3)                   |
| Vòng loại thứ hai  | MP                 | Radnički 1923 (h5)[ghi chú SRB]   | Hajduk Split (h3)               | Varaždin (h4)                | Raków Częstochowa (h2)            |
| Vòng loại thứ hai  | MP                 | Jagiellonia Białystok (h3)        | Aris Limassol (h2)              | Omonia (h3)                  | Puskás Akadémia (h2)              |
| Vòng loại thứ hai  | MP                 | Győr (h4)[ghi chú SVK]            | Hammarby IF (h2)                | AIK (h3)                     | Universitatea Craiova (h3)        |
| Vòng loại thứ hai  | MP                 | Universitatea Cluj (h4)           | Cherno More (h3)                | Arda (PW)                    | Zira (h2)                         |
| Vòng loại thứ hai  | MP                 | Araz-Naxçıvan (h3)                | Žilina (h2)                     | Košice (h5)[ghi chú SVK]     | Maribor (h2)                      |
| Vòng loại thứ hai  | MP                 | Zimbru Chișinău (3rd)             | Ballkani (h2)                   | Astana (h2)                  | Shamrock Rovers (h2)[ghi chú IRL] |
| Vòng loại thứ hai  | MP                 | Ararat-Armenia (h2)               | Riga (h2)                       | HB (CW)                      | Sarajevo (CW)                     |
| Vòng loại thứ hai  | MP                 | Vaduz (CW)                        | KA (CW)                         | Dungannon Swifts (CW)        | UNA Strassen (h2)                 |
| Vòng loại thứ hai  | MP                 | Banga (CW)                        | Hibernians (CW)                 | Spaeri (CW)                  | Dinamo City (CW)[ghi chú IRL]     |
|                    |                    |                                   |                                 |                              |                                   |
| Vòng loại thứ nhất | Vòng loại thứ nhất | Koper (h3)                        | Petrocub Hîncești (h4)          | Malisheva (h3)               | Ordabasy (h4)                     |
| Vòng loại thứ nhất | Vòng loại thứ nhất | HJK (h3)                          | SJK (PW)                        | St Patrick's Athletic (h3)   | Urartu (h3)                       |
| Vòng loại thứ nhất | Vòng loại thứ nhất | Pyunik (h4)                       | Auda (h3)                       | Daugavpils (h5)[ghi chú LVA] | KÍ (h2)                           |
| Vòng loại thứ nhất | Vòng loại thứ nhất | NSÍ (h4)                          | Borac Banja Luka (h2)           | Željezničar (h4)             | Víkingur Reykjavík (h2)           |
| Vòng loại thứ nhất | Vòng loại thứ nhất | Valur (h3)                        | Larne (h2)                      | Cliftonville (PW)            | F91 Dudelange (h3)                |
| Vòng loại thứ nhất | Vòng loại thứ nhất | Racing Union (h4)                 | Hegelmann (h2)                  | Kauno Žalgiris (h3)          | Birkirkara (h2)                   |
| Vòng loại thứ nhất | Vòng loại thứ nhất | Floriana (h3)                     | Torpedo Kutaisi (h2)            | Dila Gori (h3)               | Vllaznia (h2)                     |
| Vòng loại thứ nhất | Vòng loại thứ nhất | Partizani (h3)                    | Nõmme Kalju (CW)                | Paide Linnameeskond (h3)     | Flora (h4)                        |
| Vòng loại thứ nhất | Vòng loại thứ nhất | Neman Grodno (CW)                 | Torpedo-BelAZ Zhodino (h3)      | Dynamo Brest (h4)            | Vardar (CW)                       |
| Vòng loại thứ nhất | Vòng loại thứ nhất | Sileks (h2)                       | Rabotnički (h3)                 | Atlètic Club d'Escaldes (h2) | FC Santa Coloma (h3)              |
| Vòng loại thứ nhất | Vòng loại thứ nhất | Penybont (h2)                     | Haverfordwest County (PW)       | Dečić (CW)                   | Sutjeska (h3)[ghi chú MNE]        |
| Vòng loại thứ nhất | Vòng loại thứ nhất | FCB Magpies (CW)[ghi chú GIB]     | St Joseph's (h2)                | La Fiorita (PW)              | Tre Fiori (h3)                    |

Hai đội không thi đấu ở giải đấu hàng đầu quốc gia nhưng sẽ tham dự giải đấu: Vaduz (hạng 2) và Spaeri (hạng 2).
Ghi chú
1. ^ Champions League (UCL Q1): Hai trong số các đội thua ở vòng loại thứ nhất Champions League sẽ được đặc cách vào vòng loại thứ ba (nhánh Vô địch), vì có ít hơn hai đội thua sẽ được chuyển sang vòng loại thứ hai (nhánh Vô địch), do suất tham dự vòng đấu hạng Champions League bị bỏ trống sau khi nhà vô địch Champions League đủ điều kiện tham dự thông qua vị trí trên bảng xếp hạng giải quốc nội và Nga bị đình chỉ khỏi mùa giải châu Âu 2025–26.
2. ^ Anh (ENG): Ban đầu, đội vô địch Cúp FA 2024–25 (Crystal Palace) đủ điều kiện tham dự Europa League, và Newcastle đủ điều kiện tham dự Conference League với tư cách là đội vô địch Cúp EFL 2024–25. Tuy nhiên, UEFA đã ra phán quyết rằng Crystal Palace và Lyon đều là một phần của một nhóm do cùng một công ty sở hữu trước ngày 1 tháng 3, với việc Crystal Palace không đáp ứng được thời hạn và do đó bị giáng xuống Conference League.[6] (Crystal Palace sau đó có kháng cáo lên toà án Trọng tài Thể thao, song thất bại[7]). Vị trí của họ đã bị bỏ trống và được chuyển cho Newcastle United trong một cuộc trao đổi quyền tham dự cúp châu Âu. Tuy nhiên, vì Newcastle đã đủ điều kiện tham dự Champions League nhờ vị trí ở giải Ngoại hạng nên vị trí đó đã được trả lại cho giải đấu, và Nottingham Forest, với tư cách là câu lạc bộ có vị trí cao nhất chưa đủ điều kiện tham dự Champions League hoặc Europa League, đã giành được vị trí tham dự Europa League.[8]
3. ^ Gibraltar (GIB): Bruno's Magpies, đội đủ điều kiện tham dự bằng cách giành Cúp Rock 2024–25, đã sáp nhập vào Calpe City Magpies vào ngày 1 tháng 6 năm 2025,[9] nhưng sẽ chơi với tư cách là FCB Magpies trong mùa giải 2025–26 do vấn đề đăng ký.
4. ^ Latvia (LVA): Valmiera đứng thứ 4 tại Giải bóng đá vô địch quốc gia Latvia 2024, nhưng đã bị loại. Do đó, vị trí của họ trong cuộc thi đã được chuyển cho đội xếp thứ 5, Daugavpils.
5. ^ Liechtenstein (LIE): Bảy đội bóng liên kết với Hiệp hội bóng đá Liechtenstein (LFV) đều chơi trong hệ thống giải bóng đá Thụy Sĩ. Giải đấu duy nhất do LFV tổ chức là Cúp bóng đá Liechtenstein – đội chiến thắng sẽ đủ điều kiện tham gia UEFA Conference League cho mùa giải 2025–26.
6. ^ Montenegro (MNE): Petrovac sẽ đủ điều kiện tham dự vòng loại thứ nhất bằng cách xếp thứ hai, nhưng không xin được giấy phép của UEFA. Kết quả là suất của họ đã được chuyển cho đội xếp thứ ba, Sutjeska.[10]
7. ^ Cộng hòa Ireland (IRL): Drogheda United đủ điều kiện tham dự vòng loại thứ hai với tư cách là nhà vô địch Cúp FAI 2024. Họ đã bị loại khỏi giải đấu vì chủ sở hữu của họ là Trivela Group cũng sở hữu câu lạc bộ Đan Mạch Silkeborg, và Silkeborg đã kết thúc ở vị trí cao hơn Drogheda trong giải đấu. Không có câu lạc bộ Ireland nào có thể thay thế họ vì thời hạn cấp phép của UEFA đã qua. Đội đứng thứ hai là Shamrock Rovers (và đội vô địch cúp cao thứ hai là Dinamo City đến từ Albania) đã chuyển từ vòng loại thứ nhất sang vòng loại thứ hai để thay thế Drogheda United.[11]
8. ^ Nga (RUS): Vào ngày 28 tháng 2 năm 2022, các câu lạc bộ bóng đá và đội tuyển quốc gia Nga đã bị đình chỉ khỏi các giải đấu của FIFA và UEFA do cuộc xâm lược Ukraina của Nga.[12] Bảng này phản ánh lệnh cấm liên tục của Nga khỏi các giải đấu của UEFA.[13]
9. ^ Serbia (SRB): OFK Beograd đủ điều kiện tham dự vòng loại thứ hai nhưng không xin được giấy phép UEFA. Kết quả là suất tham dự đã được trao cho đội đứng thứ năm Radnički.
10. ^ Slovakia (SVK): DAC Dunajská Streda đủ điều kiện tham dự vòng loại thứ hai nhưng bị UEFA loại do luật sở hữu nhiều câu lạc bộ, vì Győr (Hungary) cũng đủ điều kiện. Cả hai đội đều đứng thứ tư trong giải đấu của họ nhưng DAC Dunajská Streda đã bị loại do vị trí thấp hơn của Slovakia trong bảng xếp hạng UEFA. Không có câu lạc bộ Slovakia nào có thể thay thế họ vì thời hạn cấp giấy phép UEFA đã qua. Do đó, với lễ bốc thăm vòng loại thứ hai đã diễn ra, trận đấu của DAC Dunajska Streda đã bị hủy bỏ, nghĩa là bất kỳ đội nào giành chiến thắng ở trận 20 vòng loại thứ nhất sẽ được miễn vào vòng loại thứ ba.[14][15]

## Lịch thi đấu
Lịch thi đấu của giải như sau. Các trận đấu được lên lịch vào các ngày thứ Năm, với một ngày riêng biệt là ngày 18 tháng 12, ngoài trận chung kết diễn ra vào thứ Tư, mặc dù trường hợp ngoại lệ có thể diễn ra vào thứ Ba hoặc thứ Tư do xung đột lịch trình.
| Giai đoạn                | Vòng                         | Ngày bốc thăm | Lượt đi                                    | Lượt về                                    |
| ------------------------ | ---------------------------- | ------------- | ------------------------------------------ | ------------------------------------------ |
| Vòng loại                | Vòng loại thứ nhất           | 17/6/2025     | 10/7/2025                                  | 17/7/2025                                  |
| Vòng loại                | Vòng loại thứ hai            | 18/6/2025     | 24/7/2025                                  | 31/7/2025                                  |
| Vòng loại                | Vòng loại thứ ba             | 21/7/2025     | 7/8/2025                                   | 14/8/2025                                  |
| Play-off                 | Vòng play-off                | 4/8/2025      | 21/8/2025                                  | 28/8/2025                                  |
| Vòng đấu hạng            | Lượt trận thứ 1              | 29/8/2025     | 2/10/2025                                  | 2/10/2025                                  |
| Vòng đấu hạng            | Lượt trận thứ 2              | 29/8/2025     | 23/10/2025                                 | 23/10/2025                                 |
| Vòng đấu hạng            | Lượt trận thứ 3              | 29/8/2025     | 6/11/2025                                  | 6/11/2025                                  |
| Vòng đấu hạng            | Lượt trận thứ 4              | 29/8/2025     | 27/11/2025                                 | 27/11/2025                                 |
| Vòng đấu hạng            | Lượt trận thứ 5              | 29/8/2025     | 11/12/2025                                 | 11/12/2025                                 |
| Vòng đấu hạng            | Lượt trận thứ 6              | 29/8/2025     | 18/12/2025                                 | 18/12/2025                                 |
| Giai đoạn loại trực tiếp | Vòng play-off loại trực tiếp | 16/1/2026     | 19/2/2026                                  | 26/2/2026                                  |
| Giai đoạn loại trực tiếp | Vòng 16 đội                  | 27/2/2026     | 12/3/2026                                  | 19/3/2026                                  |
| Giai đoạn loại trực tiếp | Tứ kết                       | 27/2/2026     | 9/4/2026                                   | 16/4/2026                                  |
| Giai đoạn loại trực tiếp | Bán kết                      | 27/2/2026     | 30/4/2026                                  | 7/5/2026                                   |
| Giai đoạn loại trực tiếp | Chung kết                    | 27/2/2026     | 27/5/2026 tại Red Bull Arena, Leipzig, Đức | 27/5/2026 tại Red Bull Arena, Leipzig, Đức |

## Vòng loại

### Vòng loại thứ nhất
Lượt đi diễn ra vào ngày 8 và 10 tháng 7, và lượt về diễn ra vào ngày 16 và 17 tháng 7 năm 2025.
Đội thắng trong các cặp đấu sẽ tiến vào vòng loại thứ hai.
| Đội 1                   | TTSTooltip Aggregate score | Đội 2                | Lượt đi | Lượt về      |
| ----------------------- | -------------------------- | -------------------- | ------- | ------------ |
| NSÍ                     | 4–5                        | HJK                  | 4–0     | 0–5 (s.h.p.) |
| Torpedo Kutaisi         | 5–4                        | Ordabasy             | 4–3     | 1–1          |
| Željezničar             | 2–4                        | Koper                | 1–1     | 1–3          |
| SJK                     | 1–4                        | KÍ                   | 1–2     | 0–2          |
| Nõmme Kalju             | 2–1                        | Partizani            | 1–1     | 1–0 (s.h.p.) |
| Tre Fiori               | 1–5                        | Pyunik               | 1–0     | 0–5          |
| St Patrick's Athletic   | 3–0                        | Hegelmann            | 1–0     | 2–0          |
| Dečić                   | 3–2                        | Sileks               | 2–0     | 1–2          |
| Sutjeska                | 3–2                        | Dynamo Brest         | 1–2     | 2–0          |
| Larne                   | 2–2 (4–2 p)                | Auda                 | 0–0     | 2–2 (s.h.p.) |
| Floriana                | 5–3                        | Haverfordwest County | 2–1     | 3–2          |
| Torpedo-BelAZ Zhodino   | 4–0                        | Rabotnički           | 3–0     | 1–0          |
| FCB Magpies             | 3–7                        | Paide Linnameeskond  | 2–3     | 1–4          |
| Birkirkara              | 1–3                        | Petrocub Hîncești    | 1–0     | 0–3          |
| Atlètic Club d'Escaldes | 5–2                        | F91 Dudelange        | 2–0     | 3–2          |
| Valur                   | 5–1                        | Flora                | 3–0     | 2–1          |
| Malisheva               | 0–9                        | Víkingur Reykjavík   | 0–1     | 0–8          |
| Racing Union            | 1–3                        | Dila Gori            | 1–2     | 0–1          |
| Vllaznia                | 4–3                        | Daugavpils           | 0–1     | 4–2          |
| Urartu                  | 1–6                        | Neman Grodno         | 1–2     | 0–4          |
| Vardar                  | 5–1                        | La Fiorita           | 3–0     | 2–1          |
| Kauno Žalgiris          | 4–1                        | Penybont             | 3–0     | 1–1          |
| St Joseph's             | 5–4                        | Cliftonville         | 2–2     | 3–2 (s.h.p.) |
| Borac Banja Luka        | 3–4                        | FC Santa Coloma      | 1–4     | 2–0          |

1. ↑  Thứ tự các lượt trận bị đảo ngược sau lượt bốc thăm ban đầu.

### Vòng loại thứ hai
Lượt đi diễn ra vào ngày 22, 23 và 24 tháng 7 và lượt về diễn ra vào ngày 29 và 31 tháng 7 năm 2025.
Đội thắng sẽ tiến vào vòng loại thứ ba.
| Đội 1                   | TTSTooltip Aggregate score | Đội 2                 | Lượt đi | Lượt về      |
| ----------------------- | -------------------------- | --------------------- | ------- | ------------ |
| Nhánh Vô địch           |                            |                       |         |              |
| Víkingur                | Đặc cách                   | N/A                   | —       | —            |
| Virtus                  | Đặc cách                   | N/A                   | —       | —            |
| FCI Levadia             | 3–2                        | Iberia 1999           | 1–0     | 2–2 (s.h.p.) |
| Žalgiris                | 0–2                        | Linfield              | 0–0     | 0–2          |
| The New Saints          | 0–2                        | Differdange 03        | 0–1     | 0–1          |
| Olimpija Ljubljana      | 5–3                        | Inter Club d'Escaldes | 4–2     | 1–1          |
| Podgorica               | 1–2                        | Milsami Orhei         | 0–0     | 1–2          |
| Dinamo Minsk            | 0–3                        | Egnatia               | 0–2     | 0–1          |
| Nhánh Chính             |                            |                       |         |              |
| Dundee United           | 2–0                        | UNA Strassen          | 1–0     | 1–0          |
| Larne                   | 1–1 (5–4 p)                | Prishtina             | 0–0     | 1–1 (s.h.p.) |
| Košice                  | 3–4                        | Neman Grodno          | 2–3     | 1–1          |
| Vaduz                   | 3–1                        | Dungannon Swifts      | 0–1     | 3–0 (s.h.p.) |
| Silkeborg               | 4–3                        | KA                    | 1–1     | 3–2 (s.h.p.) |
| Rosenborg               | 7–0                        | Banga                 | 5–0     | 2–0          |
| Atlètic Club d'Escaldes | 2–3                        | Dinamo City           | 1–2     | 1–1          |
| Austria Wien            | 7–0                        | Spaeri                | 2–0     | 5–0          |
| Ballkani                | 5–3                        | Floriana              | 4–2     | 1–1          |
| Viking                  | 12–3                       | Koper                 | 7–0     | 5–3          |
| AEK Athens              | 1–0                        | Hapoel Be'er Sheva    | 1–0     | 0–0          |
| Pyunik                  | 3–4                        | Győr                  | 2–1     | 1–3          |
| Riga                    | 5–4                        | Dila Gori             | 2–1     | 3–3          |
| Raków Częstochowa       | 6–1                        | Žilina                | 3–0     | 3–1          |
| Petrocub Hîncești       | 1–6                        | Sabah                 | 0–2     | 1–4          |
| Ararat-Armenia          | 2–1                        | Universitatea Cluj    | 0–0     | 2–1 (s.h.p.) |
| Varaždin                | 2–3                        | Santa Clara           | 2–1     | 0–2          |
| Kauno Žalgiris          | 3–2                        | Valur                 | 1–1     | 2–1          |
| Paks                    | 2–1                        | Maribor               | 1–0     | 1–1          |
| Vllaznia                | 4–5                        | Víkingur Reykjavík    | 2–1     | 2–4 (s.h.p.) |
| Hammarby                | 2–1                        | Charleroi             | 0–0     | 2–1 (s.h.p.) |
| Radnički 1923           | 0–1                        | KÍ                    | 0–0     | 0–1          |
| Novi Pazar              | 2–5                        | Jagiellonia Białystok | 1–2     | 1–3          |
| Polissya Zhytomyr       | 5–3                        | FC Santa Coloma       | 1–2     | 4–1          |
| Vardar                  | 2–6                        | Lausanne-Sport        | 2–1     | 0–5          |
| HB                      | 1–2                        | Brøndby               | 1–1     | 0–1          |
| Oleksandriya            | 0–6                        | Partizan              | 0–2     | 0–4          |
| Hibernians              | 2–7                        | Spartak Trnava        | 1–2     | 1–5          |
| St Patrick's Athletic   | 3–2                        | Nõmme Kalju           | 1–0     | 2–2 (s.h.p.) |
| Paide Linnameeskond     | 0–8                        | AIK                   | 0–2     | 0–6          |
| Sarajevo                | 2–5                        | Universitatea Craiova | 2–1     | 0–4          |
| Aris Limassol           | 5–2                        | Puskás Akadémia       | 3–2     | 2–0          |
| St Joseph's             | 0–4                        | Shamrock Rovers       | 0–4     | 0–0          |
| Ilves                   | 4–8                        | AZ                    | 4–3     | 0–5          |
| Zira                    | 2–3                        | Hajduk Split          | 1–1     | 1–2 (s.h.p.) |
| Arda                    | 2–2 (4–3 p)                | HJK                   | 0–0     | 2–2 (s.h.p.) |
| Aktobe                  | 2–5                        | Sparta Praha          | 2–1     | 0–4          |
| Astana                  | 3–1                        | Zimbru Chișinău       | 1–1     | 2–0          |
| Dečić                   | 2–6                        | Rapid Wien            | 0–2     | 2–4          |
| Torpedo-BelAZ Zhodino   | 1–4                        | Maccabi Haifa         | 1–1     | 0–3          |
| Araz-Naxçıvan           | 4–3                        | Aris Thessaloniki     | 2–1     | 2–2          |
| Omonia                  | 5–0                        | Torpedo Kutaisi       | 1–0     | 4–0          |
| Cherno More             | 0–5                        | İstanbul Başakşehir   | 0–1     | 0–4          |
| Sutjeska                | 3–7                        | Beitar Jerusalem      | 1–2     | 2–5          |

1. 1 2  Thứ tự các lượt trận bị đảo ngược sau lượt bốc thăm ban đầu.

### Vòng loại thứ ba
Lễ bốc thăm vòng loại thứ ba được tổ chức vào ngày 21 tháng 7 năm 2025.
Lượt đi diễn ra vào ngày 5 và 7 tháng 8, và lượt về diễn ra vào ngày 13 và 14 tháng 8 năm 2025.
| Đội 1                 | TTSTooltip Aggregate score | Đội 2                 | Lượt đi | Lượt về |
| --------------------- | -------------------------- | --------------------- | ------- | ------- |
| Nhánh Vô địch         |                            |                       |         |         |
| Olimpija Ljubljana    | Trận 1                     | Egnatia               | 0–0     | 14/8    |
| Milsami Orhei         | Trận 2                     | Virtus                | 3–2     | 14/8    |
| Differdange 03        | Trận 3                     | FCI Levadia           | 2–3     | 14/8    |
| Víkingur              | Trận 4                     | Linfield              | 2–1     | 14/8    |
| Nhánh Chính           |                            |                       |         |         |
| Rapid Wien            | Trận 1                     | Dundee United         | 2–2     | 14/8    |
| Sparta Praha          | Trận 2                     | Ararat-Armenia        | 4–1     | 14/8    |
| AZ                    | Trận 3                     | Vaduz                 | 3–0     | 14/8    |
| Lugano                | Trận 4                     | Celje                 | 0–5     | 14/8    |
| KÍ                    | Trận 5                     | Neman Grodno          | 2–0     | 14/8    |
| Riga                  | Trận 6                     | Beitar Jerusalem      | 3–0     | 14/8    |
| Vikingur Reykjavik    | Trận 7                     | Brøndby               | 3–0     | 14/8    |
| Hajduk Split          | Trận 8                     | Dinamo City           | 2–1     | 14/8    |
| Anderlecht            | Trận 9                     | Sheriff Tiraspol      | 3–0     | 14/8    |
| Lausanne-Sport        | Trận 10                    | Astana                | 3–1     | 14/8    |
| Larne                 | Trận 11                    | Santa Clara           | 0–3     | 14/8    |
| Aris Limassol         | Trận 12                    | AEK Athens            | 2–2     | 14/8    |
| Viking                | Trận 13                    | İstanbul Başakşehir   | 1–3     | 13/8    |
| Araz-Naxçıvan         | Trận 14                    | Omonia                | 0–4     | 14/8    |
| Ballkani              | Trận 15                    | Shamrock Rovers       | 1–0     | 14/8    |
| Raków Częstochowa     | Trận 16                    | Maccabi Haifa         | 0–1     | 14/8    |
| AIK                   | Trận 17                    | Győr                  | 2–1     | 14/8    |
| Universitatea Craiova | Trận 18                    | Spartak Trnava        | 3–0     | 14/8    |
| Polissya Zhytomyr     | Trận 19                    | Paks                  | 3–0     | 14/8    |
| Levski Sofia          | Trận 20                    | Sabah                 | 1–0     | 14/8    |
| Silkeborg             | Trận 21                    | Jagiellonia Białystok | 0–1     | 14/8    |
| Partizan              | Trận 22                    | Hibernian             | 0–2     | 14/8    |
| Baník Ostrava         | Trận 23                    | Austria Wien          | 4–3     | 14/8    |
| Rosenborg             | Trận 24                    | Hammarby IF           | 0–0     | 14/8    |
| St Patrick's Athletic | Trận 25                    | Beşiktaş              | 1–4     | 14/8    |
| Kauno Žalgiris        | Trận 26                    | Arda                  | 0–1     | 14/8    |

## Vòng play-off
Lễ bốc thăm vòng play-off sẽ được tổ chức vào ngày 4 tháng 8 năm 2025.
Tổng cộng có 48 đội sẽ thi đấu ở vòng play-off. Việc xếp hạt giống cho các đội sẽ dựa trên hệ số câu lạc bộ UEFA năm 2025 của họ. Trước khi bốc thăm, UEFA có thể lập các nhóm gồm các đội được xếp hạt giống và không được xếp hạt giống theo các nguyên tắc do Ủy ban Giải đấu Câu lạc bộ đặt ra. Đội đầu tiên được bốc thăm ở mỗi cặp đấu sẽ là đội chủ nhà ở lượt đi.
| Hạt giống | Không hạt giống |
| --- | --- |
| - Đội thắng ở cặp đấu có Olimpija Ljubljana[††] - Đội thua ở cặp đấu có KuPS[†] - Đội thua ở cặp đấu có Drita[†] - Đội thua ở cặp đấu có Breiðablik[†] - Đội thắng ở cặp đấu có Linfield[††] | - Đội thắng ở cặp đấu có FCI Levadia[††] - Đội thua ở cặp đấu có Hamrun Spartans[†] - Đội thắng ở cặp đấu có Milsami Orhei[††] - Đội thua ở cặp đấu có Noah[†] - Đội thua ở cặp đấu có Shelbourne[†] |

| Hạt giống | Không hạt giống |
| --- | --- |
| - Fiorentina - Đội thắng ở cặp đấu có AZ[††] - Đội thắng ở cặp đấu có Rapid Wien[††] - Đội thắng ở cặp đấu có Sparta Praha[††] - Đội thắng ở cặp đấu có Anderlecht[††] - Crystal Palace - Đội thắng ở cặp đấu có İstanbul Başakşehir[††] - Đội thắng ở cặp đấu có Partizan[††] - Đội thắng ở cặp đấu có Lugano[††] - Đội thua ở cặp đấu có CFR Cluj[†] - Rayo Vallecano - Đội thắng ở cặp đấu có Maccabi Haifa[††] - Đội thắng ở cặp đấu có Shamrock Rovers[††] - Đội thắng ở cặp đấu có Omonia[††] - Mainz 05 - Đội thua ở cặp đấu có Panathinaikos[†] - Đội thắng ở cặp đấu có Beşiktaş[††] - Strasbourg - Đội thắng ở cặp đấu có Jagiellonia Białystok[††] | - Đội thắng ở cặp đấu có Santa Clara[††] - Đội thắng ở cặp đấu có Astana[††] - Đội thua ở cặp đấu có Servette[†] - Đội thắng ở cặp đấu có KÍ[††] - Đội thắng ở cặp đấu có Vikingur[††] - Đội thắng ở cặp đấu có Hajduk Split[††] - Đội thắng ở cặp đấu có Riga[††] - Đội thắng ở cặp đấu có AEK Athens[††] - Đội thua ở cặp đấu có Wolfsberg[†] - Đội thắng ở cặp đấu có Baník Ostrava[††] - Đội thắng ở cặp đấu có Spartak Trnava[††] - Đội thắng ở cặp đấu có Rosenborg[††] - Đội thua ở cặp đấu có Fredrikstad[†] - Đội thua ở cặp đấu có AEK Larnaca[†] - Đội thua ở cặp đấu có BK Häcken[†] - Đội thắng ở cặp đấu có AIK[††] - Đội thắng ở cặp đấu có Kauno Žalgiris[††] - Đội thắng ở cặp đấu có Polissya Zhytomyr[††] - Đội thắng ở cặp đấu có Levski Sofia[††] |

Ghi chú
1. † Những đội thua ở vòng loại thứ ba Europa League, danh tính chưa được xác định tại thời điểm bốc thăm.
2. †† Những đội thắng ở vòng loại thứ ba, danh tính chưa được xác định tại thời điểm bốc thăm.

## Thống kê
Số liệu thống kê không bao gồm vòng loại và vòng play-off.